# Charles Cathcart (9. lord Cathcart)
Charles Cathcart, 9. Lord Cathcart OT (ur. 21 marca 1721, zm. 14 sierpnia 1776) – brytyjski wojskowy i dyplomata, przywódca szkockiego klanu Cathcart.
Walczył w wojnie o sukcesję austriacką. Ranny w twarz podczas bitwy pod Fontenoy w 1745, w której uczestniczył jako adiutant księcia Cumberlandu. Malarz Joshua Reynolds, który ok. 1753-55 roku namalował jego portret, ukrył szramę na twarzy kawałkiem czarnego jedwabiu.
W latach 1768–1772 był ambasadorem Wielkiej Brytanii w Petersburgu.
W roku 1773 wybrany został rektorem uniwersytetu w Edynburgu.